# Ophiarachnella gorgonia
Ophiarachnella gorgonia is een slangster uit de familie Ophiodermatidae.
De wetenschappelijke naam van de soort werd in 1842 gepubliceerd door Johannes Peter Müller & Franz Hermann Troschel.